# فلیر سیستمز
فلیر سیستمز (انگلیسی: FLIR Systems) شرکت صنایع جنگ‌افزاری آمریکایی است، که در سال ۱۹۷۸ تأسیس شد.